# 新今宮站前停留場
新今宮站前停留場（日语：／ Shin-Imamiya ekimae teiryūjō */?）是日本阪堺電氣軌道的車站之一，位於大阪府大阪市西成区萩之茶屋一丁目。車站編號為HN52，原名「南霞町停留場」，2014年12月1日起改為現名。

## 沿革
- 1911年（明治44年）12月1日 - 阪堺電氣軌道惠美須町站 - 市之町站（現大小路停留場）間開業，該站為中間站。開業時名為「南霞町」。
- 1915年（大正4年）6月21日 - 阪堺電氣軌道與其他公司合併為南海鐵道，該站成為南海鐵道車站[1]。
- 1938年（昭和13年）4月21日 - 大阪市營地下鐵動物園前車站開業，可與該站換乘。
- 1944年（昭和19年）6月1日 - 南海鐵道與關西急行鐵道合併為近畿日本鐵道，該站成為近鐵車站。
- 1947年（昭和22年）6月1日 - 近鐵拆分，該站成為南海電氣鐵道大阪軌道線的車站。
- 1964年（昭和39年）3月22日 - 日本國有鐵道新今宮車站開業，可與該站換乘。
- 1966年（昭和41年）12月1日 - 南海電氣鐵道新今宮車站開業，可與該站換乘。
- 1980年（昭和55年）12月1日 - 南海拆分，該站成為阪堺電氣軌道的車站。
- 1990年（平成2年）10月4日深夜 - 發生第22次西成暴動，該站站舍被燒毀。也因此事件，該站內現在並未鋪設道碴[4]。
- 2014年（平成26年）12月1日 - 改名為「新今宮站前停留場」[5]。

## 構造
該站位於JR西日本新今宮車站東口下方，有2座側式站台。售票窗口位於惠美須町方向站台上。

## 換乘車站
- JR西日本關西本線、大阪環状線：新今宮車站
- 南海電氣鐵道本線、高野線：新今宮車站
- 大阪市高速電氣軌道御堂筋線、堺筋線：動物園前車站

## 相鄰車站
阪堺電氣軌道
■阪堺線
惠美須町（HN51）－新今宮站前（HN52）－今池（HN53）
西日本旅客鐵道
 大阪環狀線（包括大阪站方向到發的阪和線、大和路線直通列車）
■大和路快速、■關空快速、■紀州路快速、■快速、■B快速
大正（JR-O16）－新今宮（JR-O19/JR-Q19）－天王寺（JR-Q20）
■區間快速、■直通快速、■普通
今宮（JR-O18）－新今宮（JR-O19/JR-Q19）－天王寺（JR-O01/JR-Q20）
 大和路線（關西本線）
■快速
天王寺（JR-Q20）－新今宮（JR-Q19）－JR難波（JR-Q17）
■普通
天王寺（JR-Q20）－新今宮（JR-Q19）－今宮（JR-Q18）
南海電氣鐵道
南海本線（機場線）
- ■特急「Rapi:t」停車站

■特急「南方」、■急行、■機場急行、■區間急行、■準急（只限往難波運行）、■普通
難波（NK01）－新今宮（NK03）－天下茶屋（NK05）
高野線
- ■特急「高野」「林間」、「泉北Liner」停車站

■快速急行、■急行、■區間急行、■準急
難波（NK01）－新今宮（NK03）－天下茶屋（NK05）
■各站停車
今宮戎（NK02）－新今宮（NK03）－萩之茶屋（NK04）